# Saint-Quentin-de-Baron
Saint-Quentin-de-Baron is een gemeente in het Franse departement Gironde (regio Nouvelle-Aquitaine). De plaats maakt deel uit van het arrondissement Libourne. Saint-Quentin-de-Baron telde op 1 januari 2022 2.704 inwoners.

## Geografie
De oppervlakte van Saint-Quentin-de-Baron bedroeg op 1 januari 2022 8,69 vierkante kilometer; de bevolkingsdichtheid was toen 311,2 inwoners per km².

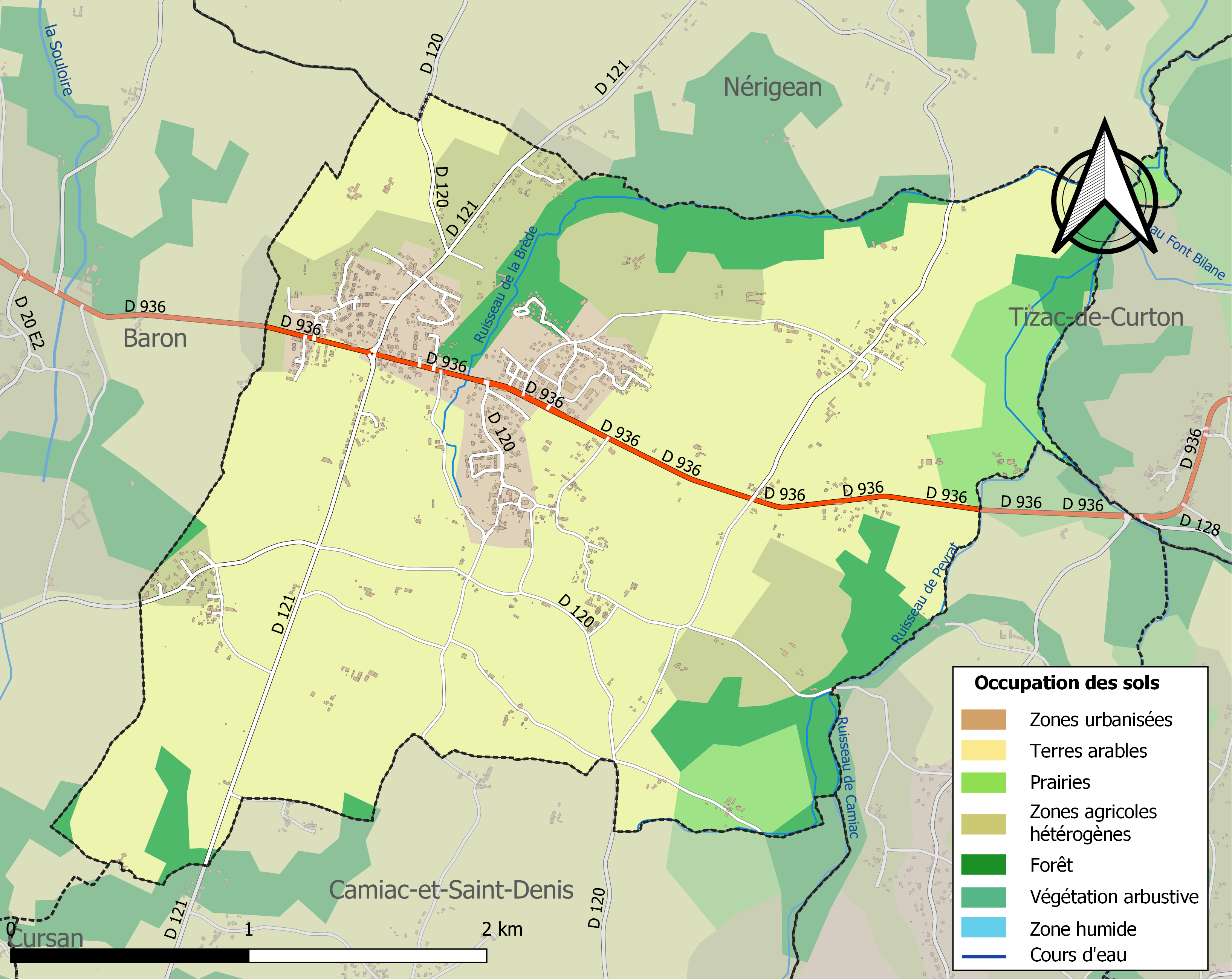
Kaart van de gemeente met belangrijkste infrastructuur, bodemgebruik en omliggende gemeenten

## Demografie
Onderstaande figuur toont het verloop van het inwonertal (bron: INSEE-tellingen).